# Cordillera Barroso
La cordillera Barroso, es una cadena montañosa de origen volcánico, situada en el suroeste del Perú. Está integrada en la cordillera Occidental de los Andes, extendiéndose a lo largo de unos 110 km, con una disposición norte-sur, por los departamentos de Moquegua y Tacna. Forma parte del Arco volcánico del Perú y presenta una superficie semiglaciada de 20 km². Esta cordillera encierra montañas bastantes altas que carecen de grandes glaciares, siendo su máxima elevación el volcán Tutupaca, con 5.815 m s. n. m., seguido de la montaña Barroso, con 5.741 metros.

## Ubicación geográfica
La Cordillera Barroso se encuentra a unos 50 kilómetros al noreste de la ciudad de Tacna. Está comprendido entre los 16° 41′ y 17° 37′ de latitud sur, y los 69° 45′ y 70° 40′ de latitud oeste, atravesando los departamentos de Tacna (Provincias de Tacna, Tarata y Candarave) y Moquegua (Provincia Mariscal Nieto). Se extiende desde la margen izquierda del río Tambo hasta muy cerca de la frontera entre Perú y Chile. 

## Geomorfología
La Cordillera es una zona volcánica, de una estructura de color rojo amarillento. Está caracterizada por una sucesión de conos volcánicos formados durante el Terciario superior y Cuaternario. La mayoría de estos conos volcánicos han sido fuertemente erosionados por la glaciación pleistocénica, algunos de ellos, se presentan cubiertos de nieve durante cierta época del año. Solamente el volcán Yucamani conserva casi intacta su forma cónica característica, claramente distinguible desde distancias considerables.
El modelado del paisaje actual a lo largo de la cordillera se debe a la erosión glaciar destacando grandes valles en U, circos glaciares, formas aborregadas, colinas de depósitos morrénicos, etc. La posición de los diferentes conos volcánicos, hace suponer que la actividad volcánica se ha producido a lo largo de una zona de debilidad que coincidía con el borde occidental del Altiplano andino; orientación que en líneas generales es paralela al litoral marítimo de esta parte del Perú.
En la parte norte de la cordillera hay nieve tipo firn hasta cerca de los 5.000 metros. En la parte sur, cerca de la línea fronteriza, hay nieve tipo penitentes con residuos minúsculos de glaciares del grupo montañoso. 

## Clima
Esta cordillera se distingue por su clima muy seco caracterizado por temperaturas bajas con amplias variaciones entre el día y la noche. Tiene un régimen de lluvias casi nulo, y las pocas precipitaciones que se presentan se dan mayormente en forma sólida que dan lugar a las acumulaciones de nieve en las cimas de las montañas. Los vientos son fuertes durante casi todo el año.

## Hidrología
Esta cordillera da nacimiento a varios ríos que pertenecen tanto a la vertiente del océano Pacífico como a la del lago Titicaca. En la vertiente occidental de la cordillera se encuentran las nacientes de los ríos Locumba, Sama y Caplina, mientras que el río Mauri baja del nordeste hacia el sur para llegar a los desiertos de Chile y hasta el Pacífico. De la vertiente oriental de la cordillera nace el río Huenque que desemboca en el Lago Titicaca.

## Flora y fauna
La vegetación en la cordillera es escasa, se desarrolla solamente en los flancos bajos y depresiones, consiste principalmente de ichu, musgos y líquenes. La habitan pocas vicuñas y vizcachas, pero son los únicos lugares en el Perú donde se encuentran los ñandúes o suri.

## Cumbres más altas
Cubierta por escasa nieve, la cordillera del Barroso alcanza su mayor altitud en el volcán Tutupaca, con 5.815 metros.
| Nombre         | Altitud (m s. n. m.) | Coordenadas                                  |
| -------------- | -------------------- | -------------------------------------------- |
| Tutupaca       | 5.815                | 17°01′31″S 70°22′16″O / -17.02528, -70.37111 |
| Barroso        | 5.741                | 17°31′58″S 69°51′35″O / -17.53278, -69.85972 |
| Achacollo      | 5.650                | 17°34′02″S 69°52′21″O / -17.56722, -69.87250 |
| Casiri (Tacna) | 5.650                | 17°28′58″S 69°50′32″O / -17.48278, -69.84222 |
| Iñuma          | 5.600                | 17°27′39″S 69°50′18″O / -17.46083, -69.83833 |
| Viacha         | 5.600                | 17°28′10″S 69°48′50″O / -17.46944, -69.81389 |
| Larjanco       | 5.585                | 16°59′12″S 70°05′42″O / -16.98667, -70.09500 |
| Yucamani       | 5.508                | 17°11′03″S 70°11′42″O / -17.18417, -70.19500 |
| Iscailarjanco  | 5.415                | 17°00′19″S 70°05′58″O / -17.00528, -70.09944 |
| Ticsani        | 5.408                | 16°45′18″S 70°35′43″O / -16.75500, -70.59528 |